# Juan Antonio Yáñez-Barnuevo
Juan Antonio Yáñez-Barnuevo García (Coria del Río, 1942) es un antiguo diplomático de carrera. Fue embajador representante permanente de España ante las Naciones Unidas entre 2004 y 2010 y secretario de Estado de Asuntos Exteriores e Iberoamericanos entre 2010 y 2011.

## Biografía
Nacido en Coria del Río, en una familia de amplia vinculación con la política. Su hermano, Luis Yáñez, médico, fue un destacado dirigente socialista.
Comenzó su formación en el Colegio San Francisco de Paula de Sevilla, para realizar posteriormente la licenciatura de Derecho en la Universidad Complutense de Madrid en 1963. Continuó especializándose en la Escuela de Funcionarios Internacionales de Madrid, la Academia de Derecho Internacional de La Haya y la Escuela Diplomática de Madrid; obteniendo su diplomatura en Derecho Internacional en la Universidad de Cambridge en 1976. Desde 1967 es miembro de la carrera diplomática, siendo embajador desde 2006.
Ha ejercido como profesor de Derecho Internacional y de Relaciones Internacionales en las universidades de Madrid y Sevilla y, también, en la Escuela Diplomática.
Dentro de su trayectoria, entre las ocupaciones que ha desempeñado, destaca que ha sido el embajador representante permanente de España ante las Naciones Unidas de 1991 a 1996 y desde mayo de 2004 a noviembre de 2010. Representando a España en el Consejo de Seguridad en 1993, 1994 y 2004, llegando a ocupar en dos ocasiones la presidencia del Consejo.
- En la etapa de 1968 a 1982 desempeña consecutivamente los puestos de miembro de la asesoría jurídica internacional del Ministerio de Asuntos Exteriores, secretario de embajada en la Misión Permanente de España ante las Naciones Unidas y representante permanente adjunto ante el Consejo de Europa, en Estrasburgo.

- De 1982 a 1991 fue director del departamento internacional del Gabinete de la Presidencia del Gobierno y consejero diplomático del presidente. Participó durante esta época en reuniones y conferencias de alto nivel, tanto bilaterales como dentro de la Unión Europea, la Alianza Atlántica o las Naciones Unidas.

- Entre 1991 y 1996, además de la actividad ya comentada en la Organización de las Naciones Unidas en Nueva York, también fue miembro en los "grupos de amigos" del secretario general de la ONU para los procesos de paz de El Salvador y Guatemala y como vicepresidente del "grupo de trabajo" de la Asamblea General para el "programa de paz" del mismo.

- Desde 1996, aparte de lo ya referido, actuó también, como embajador, en las siguientes ocasiones relacionadas con áreas jurídicas:

- Jefe de la delegación española en la conferencia diplomática de las Naciones Unidas para la creación de la Corte Penal Internacional (Roma, 1998), CPI, en la comisión preparatoria (Nueva York, 1999 a 2002) y en la Asamblea de Estados Partes de la CPI (Nueva York, 2002 y 2003), siendo el firmante español del Estatuto de Roma que establece esta Corte.

- En misión especial, preside el grupo de trabajo interministerial encargado de definir la posición española relativa a la justicia penal internacional. Así mismo coordina la colaboración que se presta por España a los tribunales internacionales para la exYugoslavia y Ruanda y el establecimiento de la CPI.

- Jefe de la asesoría jurídica internacional del Ministerio de Asuntos Exteriores desde agosto de 2002.

- Presidente de la sexta comisión encargada de los asuntos jurídicos, nombrado en junio de 2005.